# 彼得罗·阿尔卡里
彼得罗·阿尔卡里（義大利語：Pietro Arcari，1909年12月2日—1988年2月8日），意大利男子足球运动员，司职前锋、中场。他曾代表意大利国家队参加1934年国际足联世界杯，结果获得冠军。